# Arturo Sanhueza
Héctor Arturo Sanhueza Medel (Lirquén, Penco, Chile 11 de marzo de 1979) es un Exfutbolista profesional chileno que se desempeñaba como volante de contención.
Fue internacional absoluto con la Selección de fútbol de Chile entre 2001 y 2007, participando en las Clasificatorias Corea-Japón 2002 y en la Copa América 2007 de Venezuela.

## Trayectoria
Comenzó su carrera jugando en el Club O'Higgins de la junta de vecinos número 24 y luego jugó en Fernández Vial a la edad de 17 años. En Fernández Vial Sanhueza permaneció hasta 1999, cuando en el año 2000 fue transferido a Colo-Colo, que cedió su pase al Everton de Viña del Mar, club en donde tuvo un muy mal paso, pues el equipo perdió la categoría bajo la dirección técnica de Jorge Aravena.
En el año 2001 fichó por el archirrival de los viñamarinos, Santiago Wanderers, club donde realizaría una exitosa campaña de la mano de Jorge Garcés y compartiría mediocampo con Moisés Villarroel, Jorge Ormeño, Alonso Zúñiga y Jaime Riveros. La temporada se vería coronada con un histórico campeonato tras 33 años de sequía. El año 2002, Sanhueza se consolidó en el mediocampo debido a la experiencia que tuvo participando en la Copa Libertadores, sobre todo en los partidos contra Boca Juniors, uno en la primera vuelta del 0-0 en el Estadio La Bombonera donde Wanderers casi ganó y Sanhueza fue una de las figuras del equipo en el mediocampo y el segundo partido sorpresivamente le ganó a Boca Juniors en el Estadio Sausalito con un gol del uruguayo Silvio Fernández Dos Santos, Sanhueza fue figura en el mediocampo, consagrándose con el equipo. En el torneo nacional él le anotó un gol a Colo-Colo en fecha 7, partido que terminó 3-1 a favor de los panzers, finalmente en el torneo local Wanderers quedaría eliminado en las semifinales por Universidad de Chile. En el segundo semestre tras pasar la Liguilla Pre-Sudamericana, Wanderers clasifica a la Sudamericana y Sanhueza fue titular en todos los partidos, pero finalmente Wanderers fue eliminado en los penales por Atlético Nacional.
En este equipo, permaneció hasta 2004. Regresó a Colo-Colo, sólo que ahora como un jugador experimentado.
La temporada 2005 fue buena, disputando todos los partidos e incluso anotando dos goles en total ese año, lo que hizo que a principios del año 2006 el Atlante de México se fijara en él y le hiciera una oferta, pero prefirió quedarse en Colo-Colo. La temporada 2006 para Sanhueza fue la mejor en su carrera futbolística, se consagró bicampeón del fútbol chileno, llegó a una final en la Copa Sudamericana, jugando todos los partidos de titular, gracias a esto la gente lo describió como el mejor volante de contención del fútbol chileno. Este elogio y reconocimiento lo ha hizo recibir ofertas importantes como la de Boca Juniors que necesitaba un volante de contención tras la partida de Fernando Gago al Real Madrid, pero solo fue un rumor y el jugador siguió en Colo-Colo, incluso alargando su contrato hasta 2011.
El año 2007, nuevamente fue un buen año, pero no tanto como el de 2006, destacando cosas malas como haber dicho expresiones xenófobas contra el técnico peruano José del Solar y el futbolista Luis Núñez, que finalmente terminó en un castigo de 4 fechas o también haberse perdido un penal decisivo en la tanda de penaltis por los octavos de final de la Copa Sudamericana contra el Millonarios de Colombia, pero también destacan sus bicampeonatos nuevamente, ser nominado al mejor volante de contención del fútbol chileno según la Revista El Gráfico, sus dos golazos de distancia contra su exequipo Santiago Wanderers en el Torneo de Apertura en un resultado 3-1 a favor de Colo-Colo y el otro contra O'Higgins de Rancagua en los playoffs del Torneo de Clausura en un resultado a favor de Colo-Colo por 5-0 en Rancagua. Finalmente a fines de 2007 Sanhueza tuvo una nueva oferta de México, ahora del Necaxa por 800.000 dólares, el club había fichado a Sanhueza, pero cuando el jugador iba a sellar su contrato, hubo problemas y la negociación se frustró, de esta forma nuevamente se quedó en Colo-Colo.
En 2008, tras la partida de David Henríquez al fútbol mexicano, pasó a ser el capitán absoluto del equipo, a pesar de eso tuvo un año muy regular, tras perder la final del Torneo Apertura contra Everton por 3-0, haber quedado eliminados en la fase de grupos de la Copa Libertadores tras un mediocre empate 1-1 ante el Atlas de México (de ganar habrían sido punteros en el grupo y pasar de ronda), pero también tuvo reconocimientos y buenas actuaciones como ser nuevamente elegido el mejor volante de contención del fútbol chileno y conseguir un título en el Clausura tras derrotar a Palestino por 3-1 en el Estadio Monumental ante 50.000 espectadores.
En 2009, fue un año muy irregular para Sanhueza, su equipo no fue capaz de superar la fase de grupos de la Copa Libertadores, su equipo no clasificó a los playoffs y se lesionó en una sesión de entrenamiento debido a una fractura por estrés en la rótula de la rodilla izquierda. Esto lo dejó fuera de las canchas por 5 meses, lo único que destacó fue ganar el Torneo de Clausura.
Tras su salida de Colo-Colo, tuvo un corto paso por la liga de China (Changchun Yatai). Volvió a Chile, incorporándose a Deportes Iquique en el año 2011. En su primera temporada con los dragones celestes le marca un gol a Universidad de Concepción, en un partido que terminó con un 3-1 en favor de los del Campanil.
El día 7 de junio de 2012 termina contrato con los del norte y recala en Universidad de Concepción, club de la ciudad donde nació.
A principios de 2013 confirma su retiro, terminando así una trayectoria de 16 años en el fútbol profesional, situación que tendría un vuelco seis meses después, ya que el 21 de junio de 2013 se confirma su retorno a las canchas, esta vez defendiendo los colores de Deportes Temuco en el campeonato de la Primera B de Chile
16 de abril de 2016 después de golear por 4 a 2 a Copiapó ante 18.000 personas en el Estadio Germán Becker, Deportes Temuco se consagró campeón de la temporada 2015-2016 de la Primera B de Chile. Sanhueza era el capitán de ese equipo. Deportes Temuco no jugaba en la Primera División de Chile hace 11 años.
Tras conseguir el campeonato con Deportes Temuco, Cobreloa realizó una propuesta para quedarse con sus servicios, finalmente unos días después el jugador aceptó la propuesta y se confirmó el fichaje del jugador por el club nortino. Fue titular indiscutido hasta 2018.
Volvió a Fernández Vial en 2019, donde en 2020 gana la Segunda División Profesional de Chile 2020 y logra ascender a la Primera B de Chile, donde no jugaban desde 2008. 
Decidió retirarse el 2023 al no haber encontrado club.

## Selección nacional
Sanhueza ha participado en 16 ocasiones con la selección chilena adulta, ha disputado partidos amistosos, por las Eliminatorias Sudamericanas para la Copa Mundial de 2002 y en la Copa América de 2007 de Venezuela.

### Participaciones en Copa América
| Copa              | Sede      | Resultado        | PJ | G |
| ----------------- | --------- | ---------------- | -- | - |
| Copa América 2007 | Venezuela | Cuartos de final | 4  | 0 |

### Participaciones en Clasificatorias a Copas del Mundo
| Eliminatorias                    | País                  | Resultado           | Posición            | PJ | 0 |
| -------------------------------- | --------------------- | ------------------- | ------------------- | -- | - |
| Eliminatorias Corea y Japón 2002 | Corea del Sur y Japón | Eliminado           | 10.º                | 1  | 0 |
| Total de su carrera              | Total de su carrera   | Total de su carrera | Total de su carrera | 1  | 0 |

## Estadísticas
- Actualizado al último partido disputado el 17 de octubre de 2022.[10]

| Club | Div.          | Temporada     | Liga  | Liga  | Liga   | Copas nacionales(1) | Copas nacionales(1) | Copas nacionales(1) | Torneos internacionales(2) | Torneos internacionales(2) | Torneos internacionales(2) | Total | Total | Total  | Media goleadora(2) |
| Club | Div.          | Temporada     | Part. | Goles | Asist. | Part.               | Goles               | Asist.              | Part.                      | Goles                      | Asist.                     | Part. | Goles | Asist. | Media goleadora(2) |
| --- | ------------- | ------------- | ----- | ----- | ------ | ------------------- | ------------------- | ------------------- | -------------------------- | -------------------------- | -------------------------- | ----- | ----- | ------ | ------------------ |
| Fernández Vial · Chile | 2.ª           | 1996          | 14    | 2     | ?      | 2                   | 0                   | ?                   | —                          | —                          | —                          | 16    | 2     | ?      | 0.13               |
| Fernández Vial · Chile | 2.ª           | 1997          | 13    | 1     | ?      | —                   | —                   | —                   | —                          | —                          | —                          | 13    | 1     | ?      | 0.08               |
| Fernández Vial · Chile | 2.ª           | 1998          | 28    | 1     | ?      | —                   | —                   | —                   | —                          | —                          | —                          | 28    | 1     | ?      | 0.04               |
| Fernández Vial · Chile | 2.ª           | 1999          | 38    | 4     | ?      | —                   | —                   | —                   | —                          | —                          | —                          | 38    | 4     | ?      | 0.11               |
| Colo-Colo · Chile | 1.ª           | 2000          | —     | —     | —      | 1                   | 0                   | 0                   | —                          | —                          | —                          | 1     | 0     | 0      | 0                  |
| Everton · Chile | 1.ª           | 2000          | 15    | 1     | ?      | —                   | —                   | —                   | —                          | —                          | —                          | 15    | 1     | ?      | 0.07               |
| Everton · Chile | Total club    | Total club    | 15    | 1     | ?      | 0                   | 0                   | 0                   | 0                          | 0                          | 0                          | 15    | 1     | ?      | 0.07               |
| Santiago Wanderers · Chile | 1.ª           | 2001          | 28    | 1     | 0      | —                   | —                   | —                   | —                          | —                          | —                          | 28    | 1     | 0      | 0.04               |
| Santiago Wanderers · Chile | 1.ª           | 2002          | 31    | 1     | 1      | —                   | —                   | —                   | 6                          | 0                          | 0                          | 37    | 1     | 1      | 0.03               |
| Santiago Wanderers · Chile | 1.ª           | 2003          | 34    | 4     | ?      | —                   | —                   | —                   | —                          | —                          | —                          | 34    | 4     | ?      | 0.12               |
| Santiago Wanderers · Chile | 1.ª           | 2004          | 38    | 0     | ?      | —                   | —                   | —                   | 2                          | 0                          | 0                          | 40    | 0     | ?      | 0                  |
| Santiago Wanderers · Chile | Total club    | Total club    | 132   | 6     | 1?     | 0                   | 0                   | 0                   | 8                          | 0                          | 0                          | 139   | 6     | 1?     | 0.04               |
| Colo-Colo · Chile | 1.ª           | 2005          | 37    | 2     | 3      | —                   | —                   | —                   | 2                          | 0                          | 0                          | 39    | 2     | 3      | 0.05               |
| Colo-Colo · Chile | 1.ª           | 2006          | 41    | 3     | 4      | —                   | —                   | —                   | 14                         | 0                          | 2                          | 55    | 3     | 6      | 0.05               |
| Colo-Colo · Chile | 1.ª           | 2007          | 36    | 2     | 8      | —                   | —                   | —                   | 13                         | 0                          | 2                          | 49    | 2     | 10     | 0.04               |
| Colo-Colo · Chile | 1.ª           | 2008          | 39    | 0     | 4      | 2                   | 0                   | 1                   | 6                          | 0                          | 1                          | 47    | 0     | 6      | 0                  |
| Colo-Colo · Chile | 1.ª           | 2009          | 17    | 0     | 2      | —                   | —                   | —                   | 5                          | 0                          | 0                          | 22    | 0     | 2      | 0                  |
| Colo-Colo · Chile | 1.ª           | 2010          | 26    | 0     | 1      | 2                   | 0                   | 0                   | 4                          | 0                          | 0                          | 32    | 0     | 1      | 0                  |
| Colo-Colo · Chile | Total club    | Total club    | 196   | 7     | 22     | 5                   | 0                   | 1                   | 44                         | 0                          | 5                          | 245   | 7     | 28     | 0.03               |
| Deportes Iquique · Chile | 1.ª           | 2011          | 32    | 1     | 2      | 2                   | 0                   | 0                   | 2                          | 0                          | 0                          | 36    | 1     | 2      | 0.03               |
| Deportes Iquique · Chile | 1.ª           | 2012          | 15    | 0     | 1      | —                   | —                   | —                   | —                          | —                          | —                          | 15    | 0     | 1      | 0                  |
| Deportes Iquique · Chile | Total club    | Total club    | 47    | 1     | 3      | 2                   | 0                   | 0                   | 2                          | 0                          | 0                          | 51    | 1     | 3      | 0.02               |
| Univ. Concepción · Chile | 1.ª           | 2012          | 16    | 0     | 2      | 4                   | 0                   | 0                   | —                          | —                          | —                          | 20    | 0     | 2      | 0                  |
| Univ. Concepción · Chile | Total club    | Total club    | 16    | 0     | 2      | 4                   | 0                   | 0                   | 0                          | 0                          | 0                          | 20    | 0     | 2      | 0                  |
| Deportes Temuco · Chile | 2.ª           | 2013-14       | 36    | 1     | 2      | 9                   | 0                   | 0                   | —                          | —                          | —                          | 45    | 1     | 2      | 0.02               |
| Deportes Temuco · Chile | 2.ª           | 2014-15       | 35    | 3     | 2      | 8                   | 0                   | 0                   | —                          | —                          | —                          | 43    | 3     | 2      | 0.07               |
| Deportes Temuco · Chile | 2.ª           | 2015-16       | 30    | 3     | 6      | 6                   | 0                   | 1                   | —                          | —                          | —                          | 36    | 3     | 7      | 0.08               |
| Deportes Temuco · Chile | Total club    | Total club    | 101   | 7     | 10     | 23                  | 0                   | 1                   | 0                          | 0                          | 0                          | 124   | 7     | 11     | 0.06               |
| Cobreloa · Chile | 2.ª           | 2016-17       | 27    | 2     | 3      | 6                   | 0                   | 0                   | —                          | —                          | —                          | 33    | 2     | 3      | 0.06               |
| Cobreloa · Chile | 2.ª           | 2017          | 14    | 3     | 5      | 2                   | 0                   | 1                   | —                          | —                          | —                          | 16    | 3     | 6      | 0.19               |
| Cobreloa · Chile | 2.ª           | 2018          | 29    | 0     | 2      | 3                   | 0                   | 1                   | —                          | —                          | —                          | 32    | 0     | 3      | 0                  |
| Cobreloa · Chile | Total club    | Total club    | 70    | 5     | 10     | 11                  | 0                   | 2                   | 0                          | 0                          | 0                          | 81    | 5     | 12     | 0.06               |
| Fernández Vial · Chile | 3.ª           | 2019          | 19    | 0     | 2      | —                   | —                   | —                   | —                          | —                          | —                          | 19    | 0     | 2      | 0                  |
| Fernández Vial · Chile | 3.ª           | 2020          | 10    | 0     | 2      | —                   | —                   | —                   | —                          | —                          | —                          | 10    | 0     | 2      | 0                  |
| Fernández Vial · Chile | 2.ª           | 2021          | 26    | 0     | 6      | 6                   | 0                   | 2                   | —                          | —                          | —                          | 32    | 0     | 8      | 0                  |
| Fernández Vial · Chile | 2.ª           | 2022          | 30    | 0     | 1      | 3                   | 0                   | 2                   | —                          | —                          | —                          | 33    | 0     | 3      | 0                  |
| Fernández Vial · Chile | Total club    | Total club    | 178   | 8     | 11     | 11                  | 0                   | 4                   | 0                          | 0                          | 0                          | 189   | 8     | 15     | 0.04               |
| Total carrera | Total carrera | Total carrera | 754   | 35    | 59     | 56                  | 0                   | 8                   | 54                         | 0                          | 5                          | 864   | 35    | 72     | 0.04               |
| (1) Incluye datos de Copa Chile. (2) Incluye datos de Copa Libertadores y Copa Sudamericana. (3) No incluye goles en partidos amistosos. |               |               |       |       |        |                     |                     |                     |                            |                            |                            |       |       |        |                    |

## Palmarés

### Torneo nacionales oficiales
| Título           | Club               | País  | Año     |
| ---------------- | ------------------ | ----- | ------- |
| Primera División | Santiago Wanderers | Chile | 2001    |
| Primera División | Colo-Colo          | Chile | 2006-A  |
| Primera División | Colo-Colo          | Chile | 2006-C  |
| Primera División | Colo-Colo          | Chile | 2007-A  |
| Primera División | Colo-Colo          | Chile | 2007-C  |
| Primera División | Colo-Colo          | Chile | 2008-C  |
| Primera División | Colo-Colo          | Chile | 2009-C  |
| Primera B        | Deportes Temuco    | Chile | 2015-16 |
| Segunda División | Fernández Vial     | Chile | 2020    |

### Capitán de Colo-Colo
| Predecesor: David Henríquez | Capitán de Colo-Colo 2008-2010 | Sucesor: Rodrigo Millar |

### Capitán de Deportes Temuco
| Predecesor: Francisco Delgado | Capitán de Deportes Temuco 2013-2016 | Sucesor: Luis Marin |